# Mireia Vila Cabiró
Mireia Vila Cabiró   (Badalona, 2 de gener de 1991) és una jugadora de bàsquet catalana professional. Mesura 1,82 m. d'alçada i juga en la posició d'aler.
Va començar jugant a bàsquet a Vilassar de Mar i Mataró, i en acabar la temporada 2008-09 va iniciar l'aventura estatunidenca fitxant pel Saint Joseph's Hawks de la NCAA. Després de quatre anys als Estats Units torna a Espanya el 2013 per jugar a l'Universitario de Ferrol, de la Lliga Femenina 2. Assoleix l'ascens de categoria a Lliga Femenina 1 amb l'equip de Ferrol i juga una segona temporada a Galícia a la màxima categoria. La temporada següent fitxa pel Cadí La Seu, rescindint el seu contracte en el mes de desembre i fitxant per l'Snatt's Femení Sant Adrià de segona divisió. La temporada 2016-17 assoleix l'ascens de categoria. El 26 de novembre de 2019 va signar un amistós acord de desvinculació amb el Femení Sant Adrià i s'incorporà a l'Advisoria Maresme, del Bàsquet Maresme Boet Mataró 3 Viles.
Amb la selecció espanyola sub20 es va alçar amb l'or a l'Europeu de Sèrbia de l'any 2011.